# Madeline (película de 1998)
Madeline  es una adaptación cinematográfica de 1998 de cuatro de los libros de la serie Madeline escritos por Ludwig Bemelmans. La película fue coproducida por EUA y Francia y protagonizada por Nigel Hawthorne (Mr. Covongston, alias "Cara Búho"), Hatty Jones (Madeline) y Frances McDormand (señorita Clavel) bajo la dirección de Daisy von Scherler Mayer.

## Sinopsis
París, Francia, 1964. Madeline es una niña huérfana un tanto impulsiva, traviesa y divertida que estudia en un internado de niñas, dirigido por la señorita Clavel, una simpática monja. Cuando la pequeña Madeline se entera de que tras la muerte de la Señora Covingston será su marido el que se encargará del internado y podría quedar en venta, decide hacer lo imposible para impedirlo a toda costa con ayuda del resto de niñas y su vecino Pepito.

## Personajes
Algunos de los personajes más destacados son: Pepito, el hijo del Embajador de España, que vive en una mansión junto al colegio; la señorita Clavel, que es la monja encargada del colegio y quien tiene la tutela de Madeline; Mr. Covingston (apodado "Cara Búho") que es el dueño del internado; Marie Gilbert (señora Covingston), quien heredará el colegio en el que también estudió.

## Tema
La muerte de Marie Gilbert marca tanto a su esposo, el Señor Covington, que este decide cerrar el internado para poder venderlo. Todo se vuelve un problema debido a que Madeline no tiene familiares que puedan cuidar de ella y, junto con las demás niñas, busca la manera de evitar que el señor Covington venda el colegio. Se suceden varias y divertidas aventuras en donde Madeline y las niñas se meten en enredos y apuros junto con Pepito y su perro "Genevieve", que apareció por casualidad en el momento en que Madeline cayó al río.

## Otros datos
La película no fue muy popular, sin embargo hubo versiones adicionales en dibujos animados. Es difícil de conseguir en formato DVD, y pocas cintas quedaron en algunos hogares en formato VHS. La historia de Madeline se remonta a 1947, cuando Ludwig Bemelmans publicó el primer libro de la serie llamado "Lost in Paris". Madeline se describe como una niña impetuosa, irreprimible, con mentalidad avanzada a su edad, la más pequeña de las 12 niñas del grupo, pero la más valiente y autoritaria. El uniforme del colegio está formado por un pequeño sombrero marino redondo con un lazo rojo y una gabardina azul.

## Con respecto al autor
Al igual que su autor, Ludwig Bemelmans, Madeline tiene un espíritu de libertad, tiene un talento y una creatividad muy activa, que la hace única entre sus compañeras, no se deja convencer por nada ni nadie y las palabras que siempre saldrán de su boca son: "Yo no te tengo miedo a ti ni a nadie más en este mundo".